# Дружба Народов (станция метро, Ташкент)
«Дружба Народов» (узб. Xalqlar do'stligi) — станция Ташкентского метрополитена.
Пущена в эксплуатацию 6 ноября 1977 года в составе первого участка Чиланзарской линии : «Сабир Рахимов» — «Октябрьской Революции».
Расположена между станциями : «Миллий бог» и «Пахтакор».

## История
6 августа 2008 года станция метро «Дружба Народов» была переименована в «Бунёдкор» («Творец»).
26 апреля 2018 года на видеоселекторном совещании Президент Узбекистана Шавкат Мирзиёев предложил вернуть прежнее название.
Ташкентский городской Кенгаш народных депутатов на 36-й сессии 3 мая 2018 года утвердил возврат названия «Дружба народов» станции метро «Бунёдкор».

## Характеристика
Станция : колонная, трехпролётная, мелкого заложения с подземным и наземным вестибюлями.

## Оформление
Стены и колонны станции облицованы светло серым мрамором.
Изначально путевые стены украшали гербы 15 республик входивших в состав СССР (в настоящее время демонтированы).
Пол выложен полированными плитами серого и чёрного гранита.

## Галерея

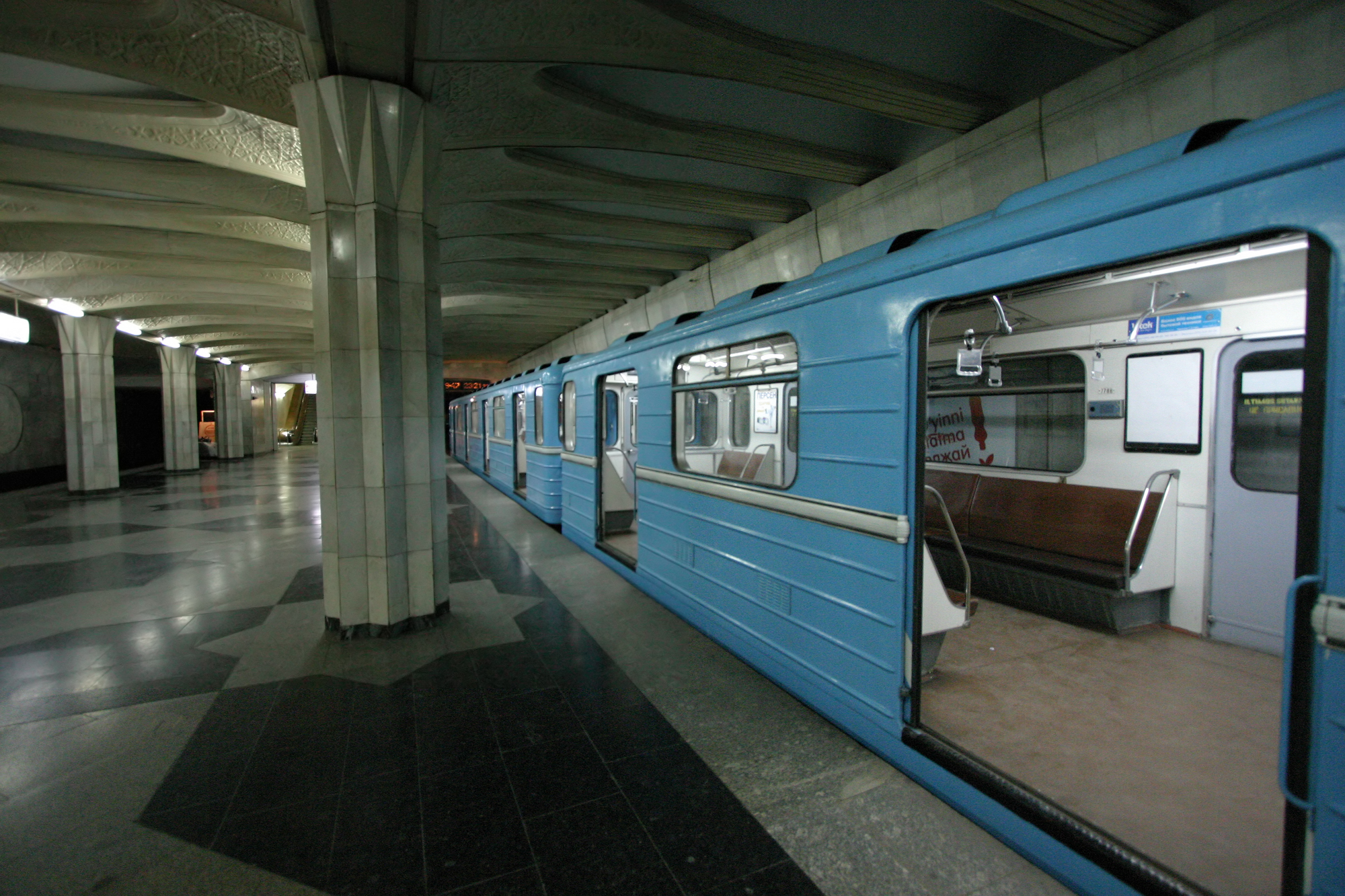
Поезд на платформе станции «Дружбы Народов».
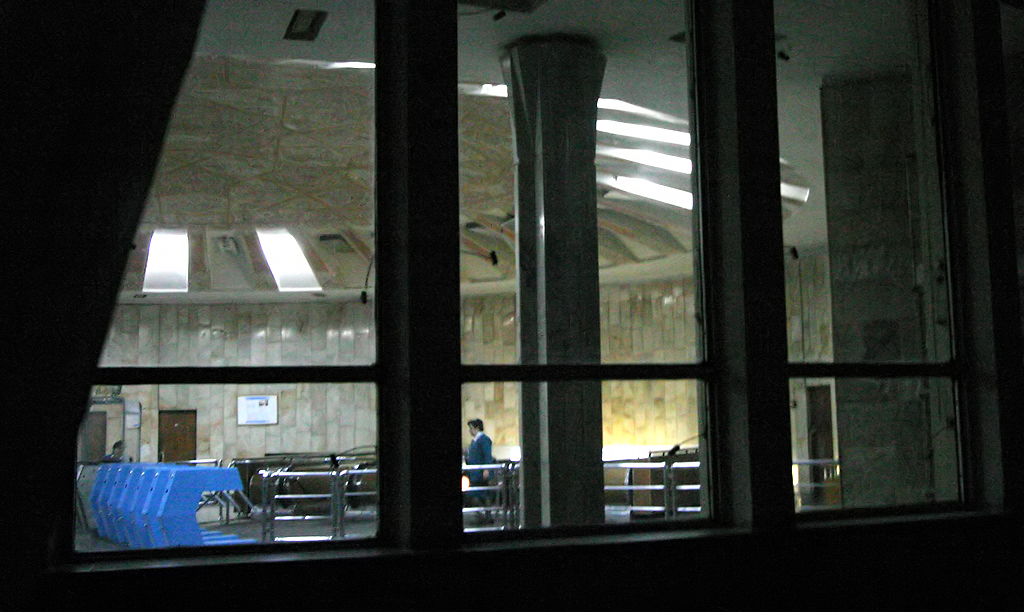
Наземный вестибюль станции «Дружбы Народов».
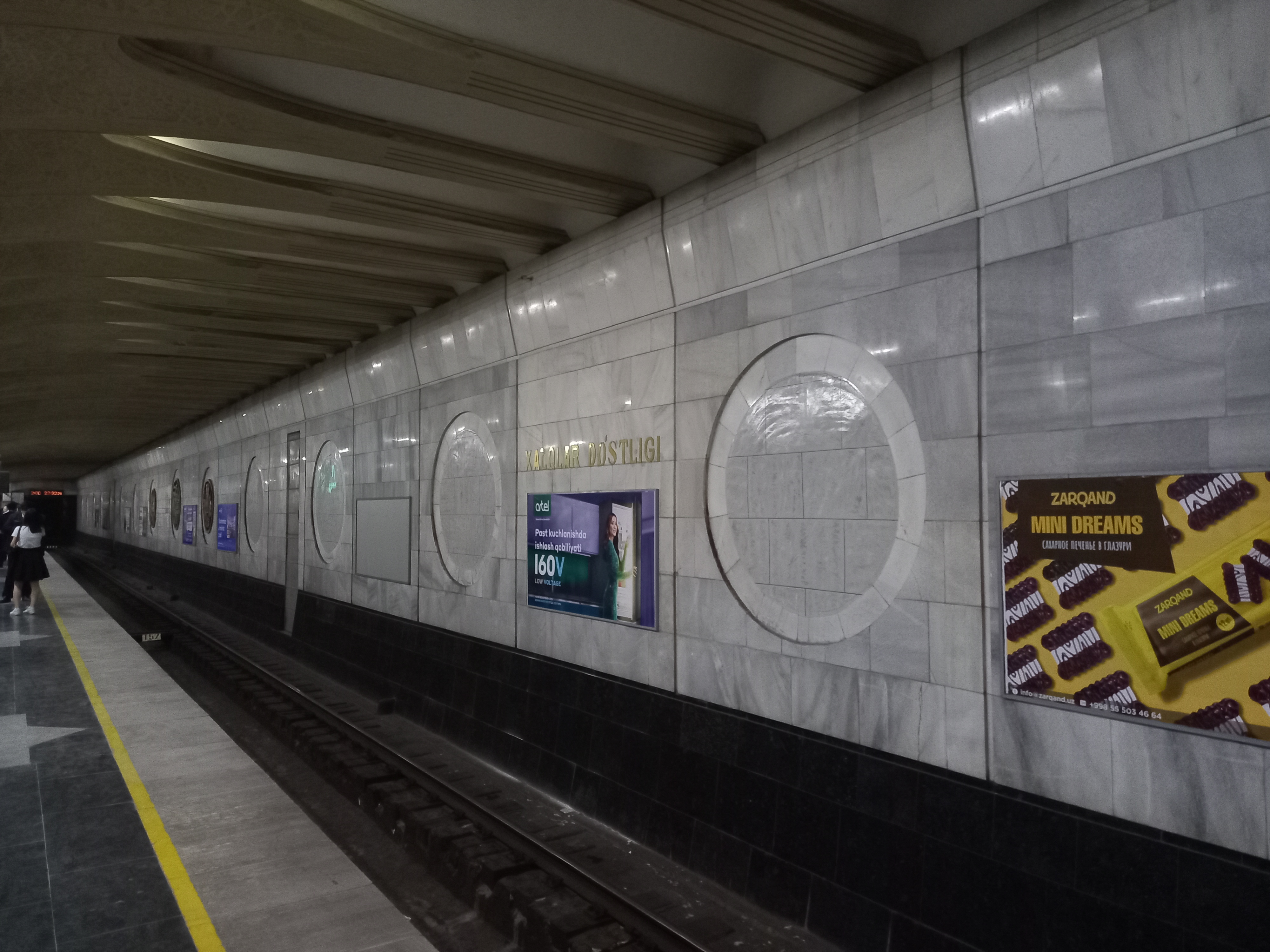
Путевая стена станции.
Керамическое панно на путевой стене станции.
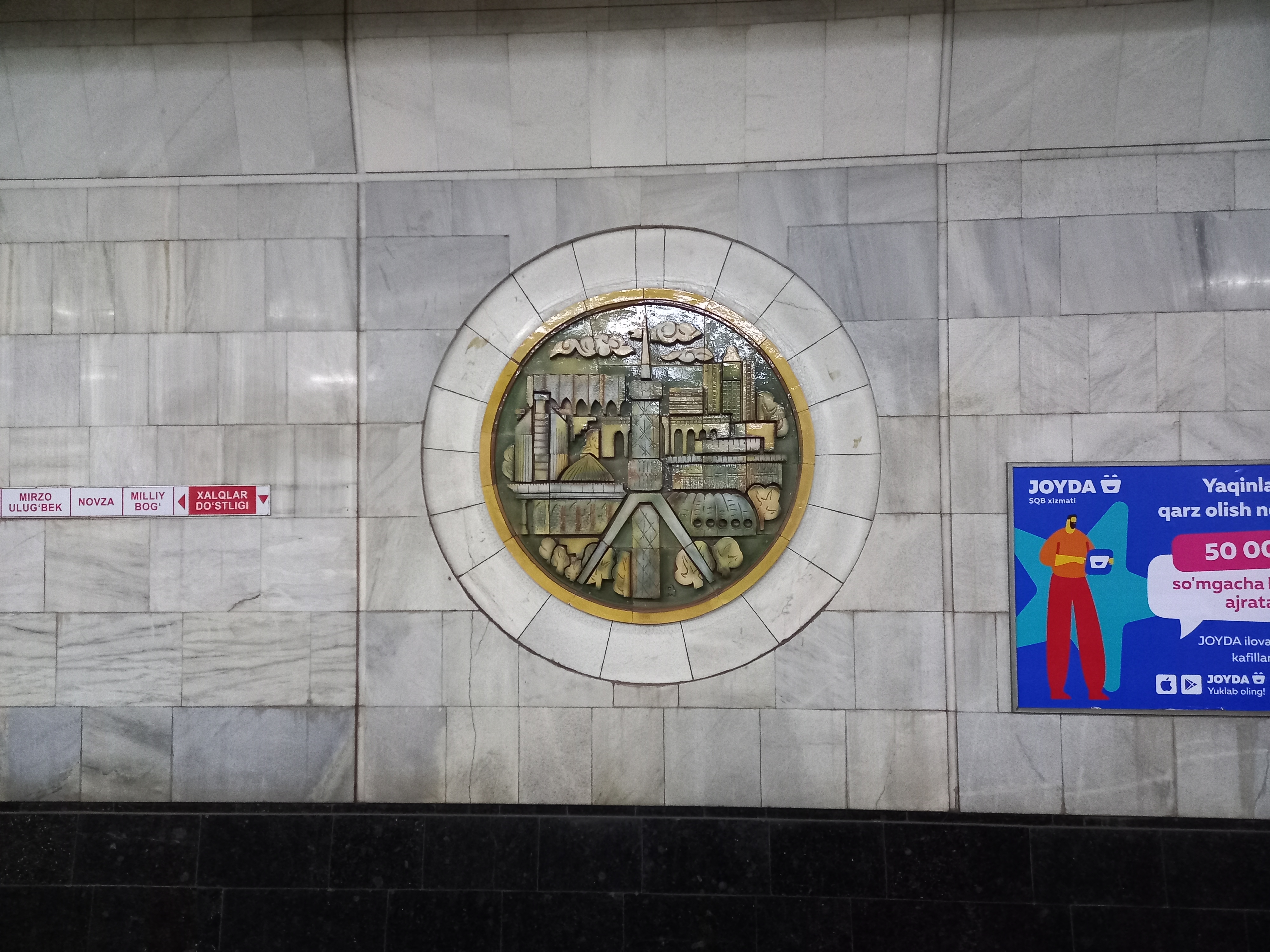
Керамическое панно на путевой стене станции.
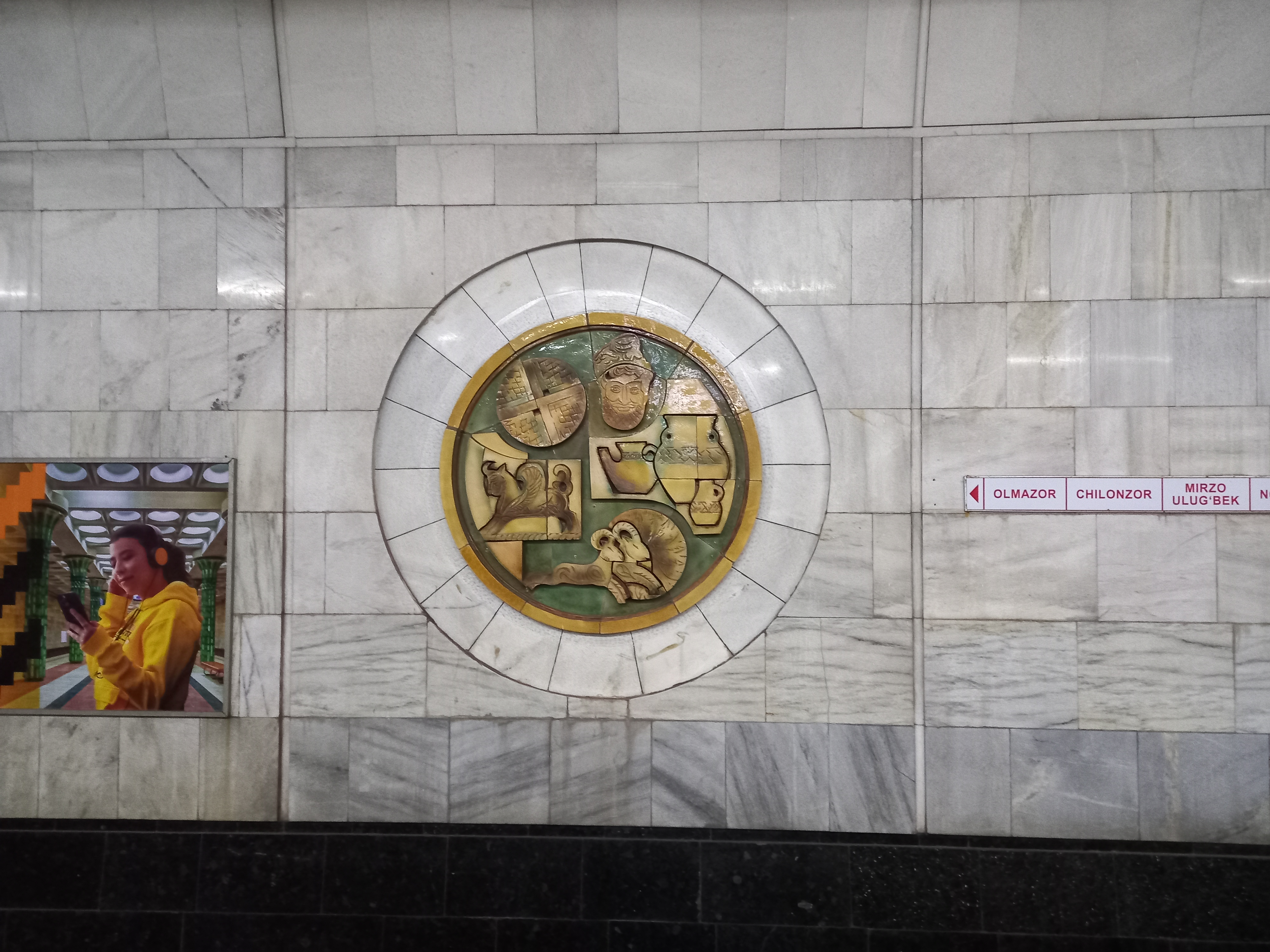
Керамическое панно на путевой стене станции.
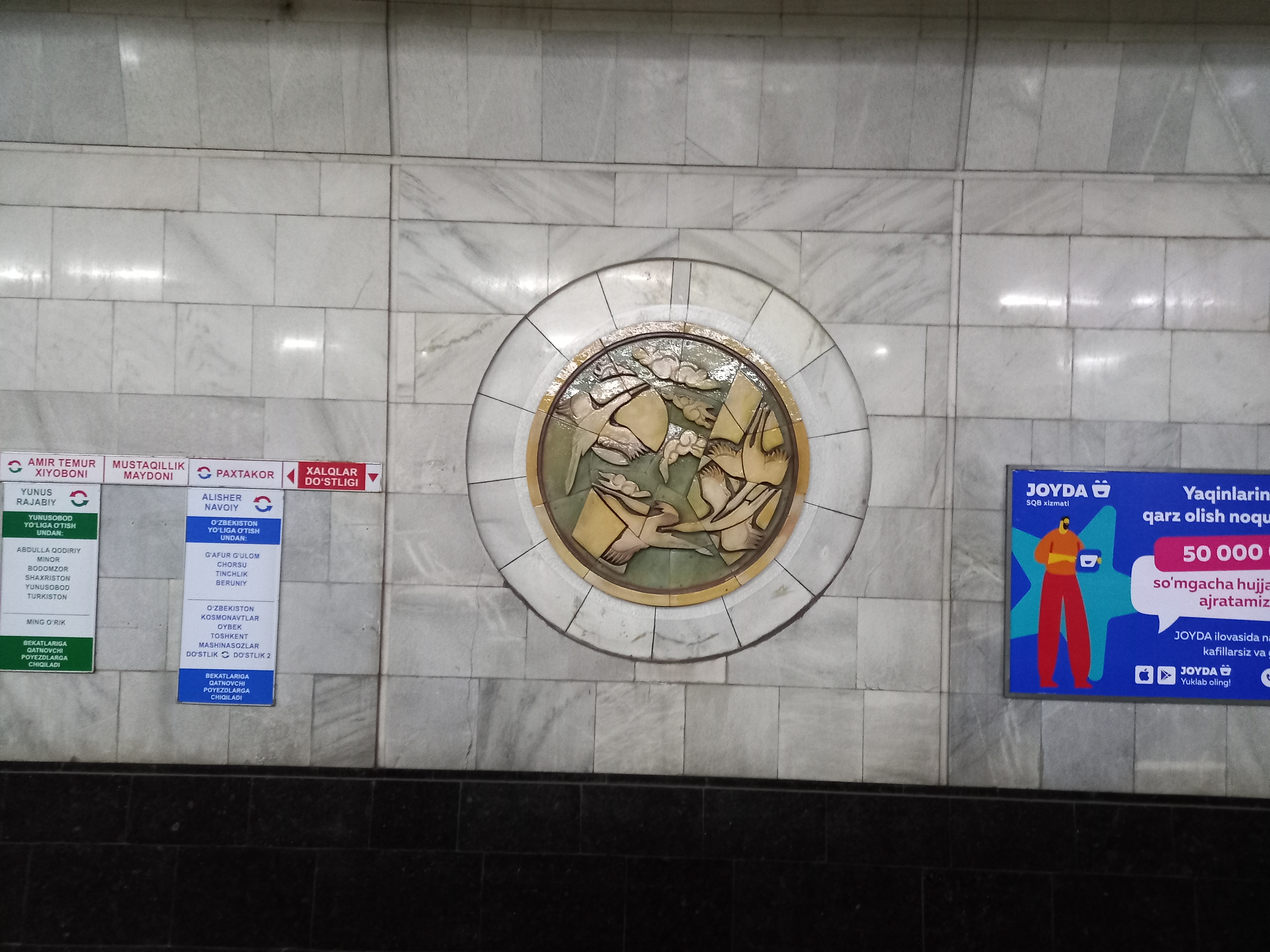
Керамическое панно на путевой стене станции.
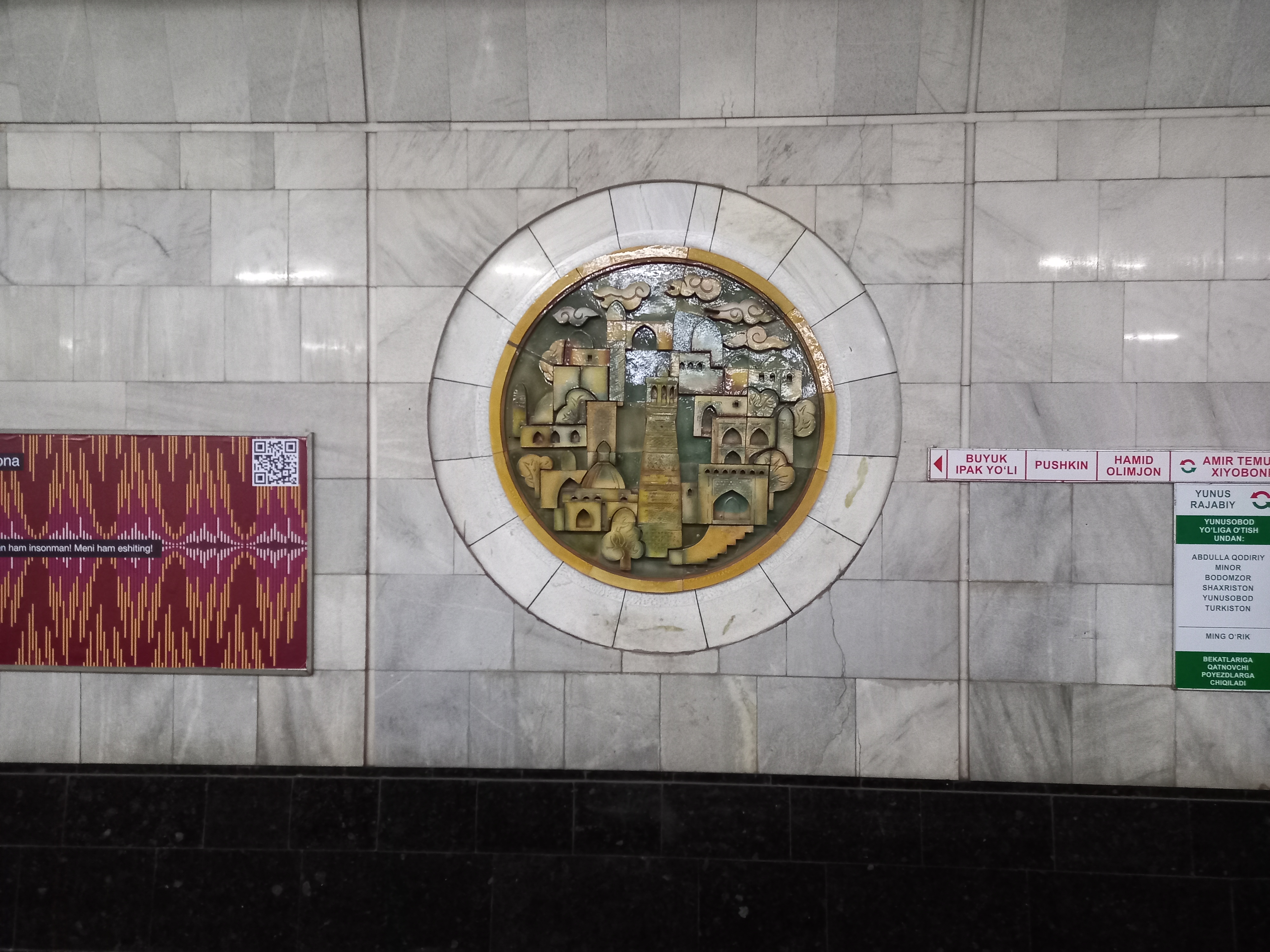
Керамическое панно на путевой стене станции.
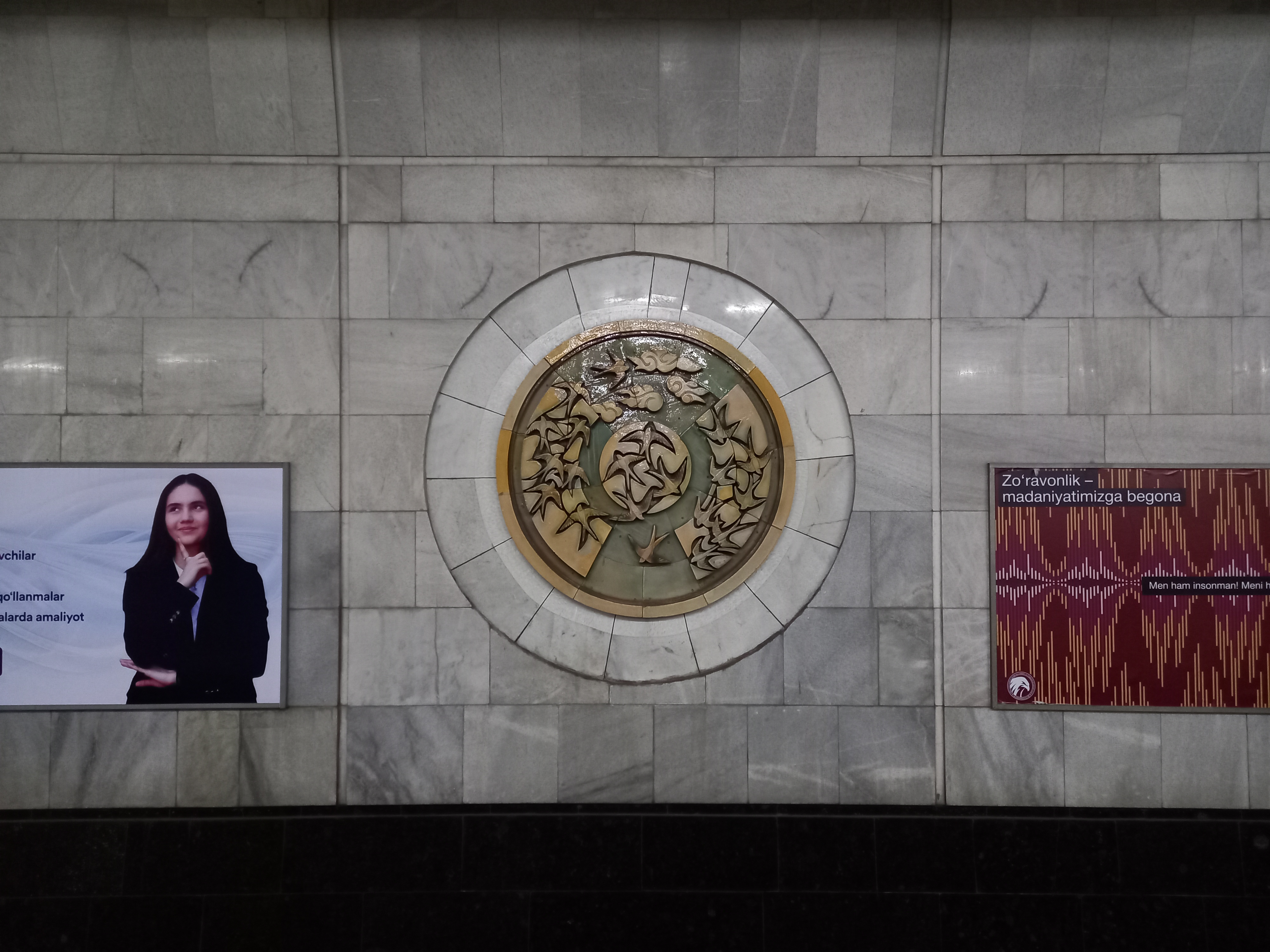
Керамическое панно на путевой стене станции.